# Concert de l'Horloge (Lyon)
Ne doit pas être confondu avec Concert de l'Horloge (Faubourg-Montmartre) ou L'Horloge (Music-hall).
Le Concert de l'Horloge est d'abord un café-brasserie, la Brasserie de l’Horloge, ouvert en 1859, 45 cours Lafayette par le couple Bonhomme. Il devient un café-concert, le Concert de l’Horloge, en 1889. En 1891, on ajoute une salle de spectacles, en prolongement de la brasserie. Elle prend le nom de Variétés de l’Horloge, puis Théâtre de l’Horloge.  En 1904, une troupe sédentaire y réside et donne de grandes revues à succès. En 1960, création d’une piste de danse, La rade de Miami. Il devient Le Broadway. En 1973, le théâtre ferme et est démoli en 1974.

## Direction
- 1889 : Paul Bonhomme
- 1902-1903 : Vallés, administrateur
- 1926 : Charles Marga
- 1927 : Marcel Rozet
- 1929 à 1932 : Charles Marga
- 1932 : Charles Pléau
- 1934 : Marcel Rozet et Rifaux
- ?-1954 : Marcel Rozet
- 1954 : Jouve et Vuillermoz

## Revues
Les revues sont le grand succès de l’Horloge. Dans les années 1900, La revue de l'Horloge ou revue de Lyon, de Henry Moreau, Paul Briollet et Léon Granier, dépasse la centième.
- 1921 : Tu va fort ! de José de Bérys et Paul Perret.
- 1942 : Ça R'viendra !

## Théâtre
- 1924 : Monsieur le Sous-Préfet, vaudeville de Gasparin et Bayle. création
- 1935 : La Maison Philibert, comédie mêlée de chants, de Georges Normandy, José de Bérys et Noré Brunnel, tirée du roman de Jean Lorrain, reprise en janvier.

## Opérettes
- 1930 : L'as tu vue nue ? ou La Belle Mexicaine, de Pierre Chambard, musique de Vincent Scotto
- 1930 : Qui ?, opérette de Louis Hillier, livret de Léo Dieusis.
- 1931 : Coup double, opérette de Louis Hillier, livret de Barga et Marcellus.